# Antonio Corazza
Antonio Corazza (Bologna, 14 gennaio 1929 – Roma, 3 settembre 1980) è stato un pittore e scenografo italiano.

## Biografia
Nasce in una famiglia di umili origini, che a causa delle difficoltà economiche lo affida a dei parenti di Cervignano del Friuli, dove si trasferisce nel 1933.
Corazza cresce nell'ambiente della Bassa Friulana, dove conosce le dure condizioni della campagna nel clima del dopoguerra, a stretto contatto con il popolo degli emigranti disperati ed in procinto di partire alla ricerca di migliori condizioni di vita.
Grazie al sostegno morale ed economico del mecenate di Cervignano del Friuli Ernesto Piani, realizza nel 1948 la sua prima personale; ne seguiranno molte altre nel decennio successivo.
Due anni prima di trasferirsi a Roma nel 1958 sposa Delma Salvador, con cui ha il figlio Angelo 1960.
La permanenza romana gli apre nuove e diverse strade artistiche. Si inserisce nel mondo del cinema e dello spettacolo, e lavora come aiuto-scenografo per il produttore Dino De Laurentis, continuando nel contempo la sua attività artistica ed espositiva.
Inizia a esporre in diverse gallerie e mostre della capitale e le sue ricerche pittoriche sono apprezzate sia dalla critica sia dal pubblico, nonostante la sopravvenuta notorietà Antonio Corazza rimane tuttavia affezionato alla sua terra d'origine, dove ritorna molto spesso, nel 1961 a Cervignano del Friuli inizia a realizzare gli affreschi della Chiesa di Borgo Fornasir.
Numerose sono le esposizioni, le partecipazioni ed i riconoscimenti che l'artista riceve, portandolo alla fama nazionale.
Nel 1978 a Palmanova viene organizzata una grande mostra con il patrocinio del Ministero dei Beni Culturali e della Regione Friuli-Venezia Giulia, che segna artisticamente il ritorno di Corazza alla sua terra d'origine.
L'anno seguente Corazza espone a Milano, Marsala e Parigi.
Il 6 febbraio del 1980, colto da malore mentre in auto si reca da Roma ad Ostia, Antonio Corazza muore, improvvisamente e precocemente, all'età di 51 anni.